# L'accusato
L'accusato (Obžalovaný) è un film del 1964 diretto da Ján Kadár e Elmar Klos.

## Trama
Un giovane deve difendersi dalle accuse di un gruppo di burocrati nella Cecoslovacchia all'indomani della guerra.

## Riconoscimenti
- Globo di Cristallo 1964 al Festival internazionale del cinema di Karlovy Vary